# Židovský hřbitov v Bezdružicích
Židovský hřbitov v Bezdružicích, založený kolem roku 1760 na pozemku věnovaném majiteli zámku z šlechtického rodu Löwensteinů, je situován v lese mezi městem Bezdružice a Řešínem, na katastru Řešína. Areál je přístupný po žlutě značené turistické stezce.

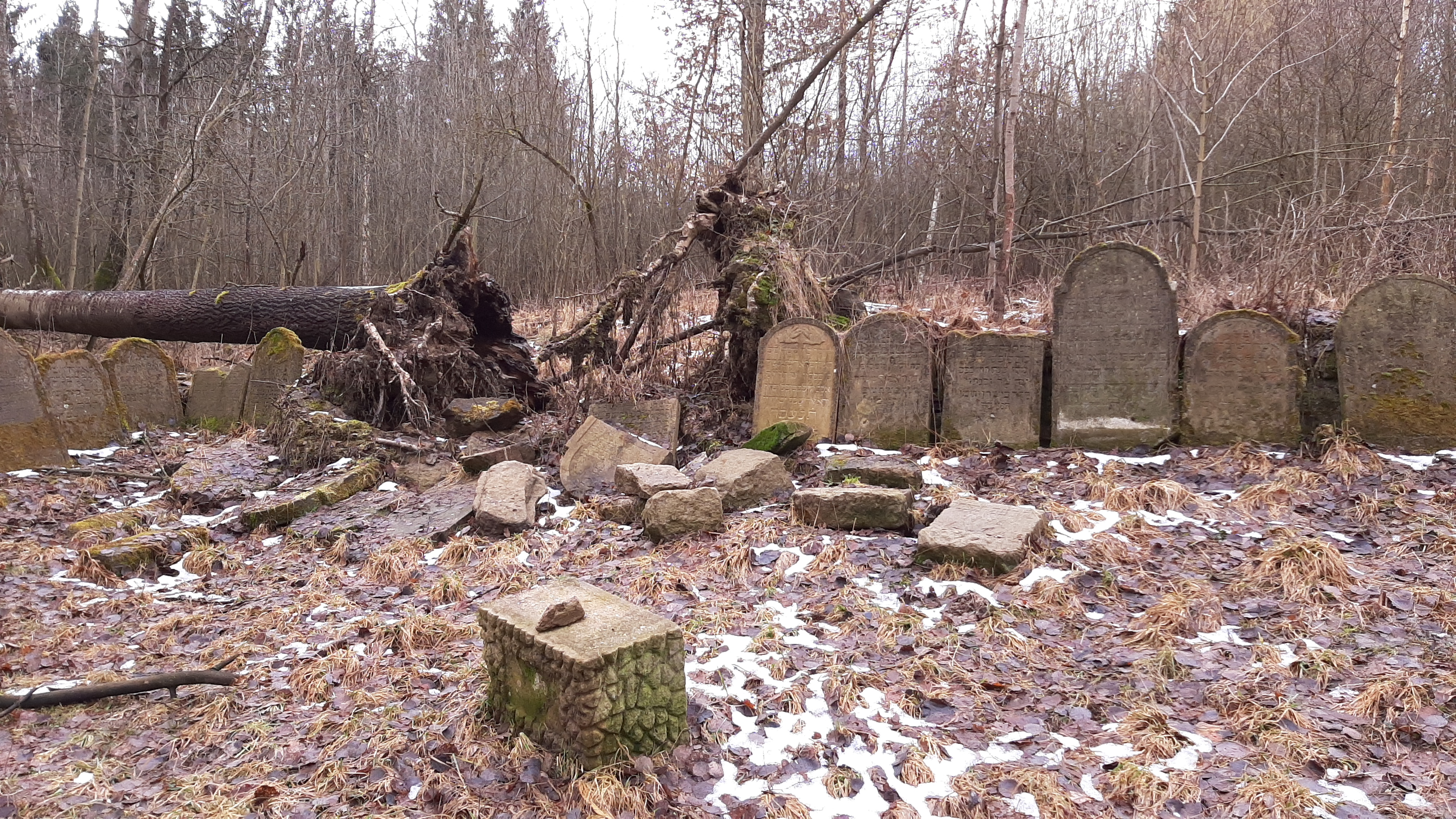
Náhrobní kameny poškozené padlým stromem (únor 2020)

Na pozemku hřbitova opět stojí po rekonstrukcích během let 2010 a 2011 přibližně stovka náhrobních kamenů, dochovaly se také základy a podlaha márnice. Nejstarší čitelné náhrobky pocházejí z 90. let 18. století.
Ve městě se také nachází synagoga.